# Lagerstroemia floribunda
Lagerstroemia floribunda är en fackelblomsväxtart som beskrevs av William Jack. Lagerstroemia floribunda ingår i släktet Lagerstroemia och familjen fackelblomsväxter. Inga underarter finns listade i Catalogue of Life.

## Bildgalleri

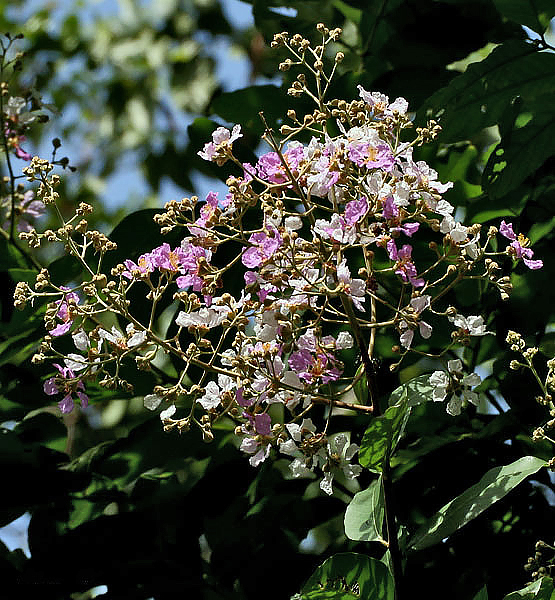
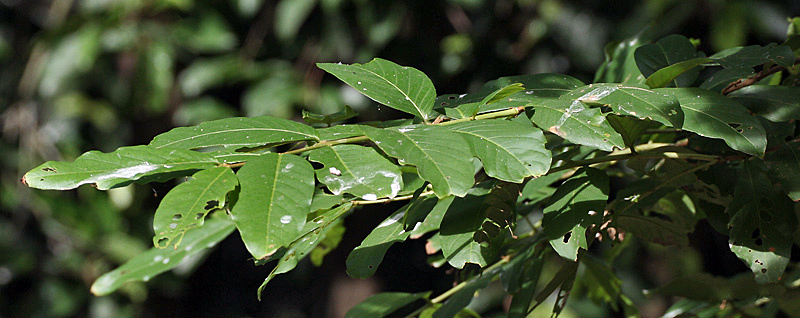
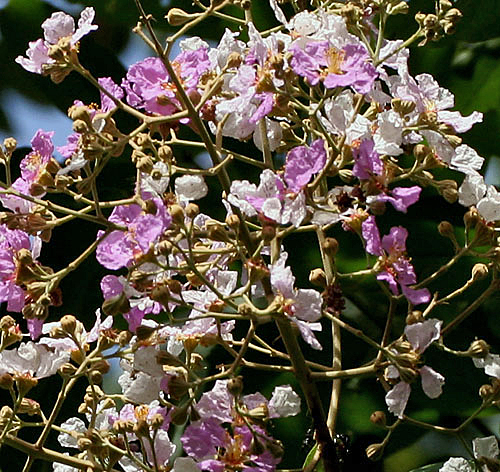
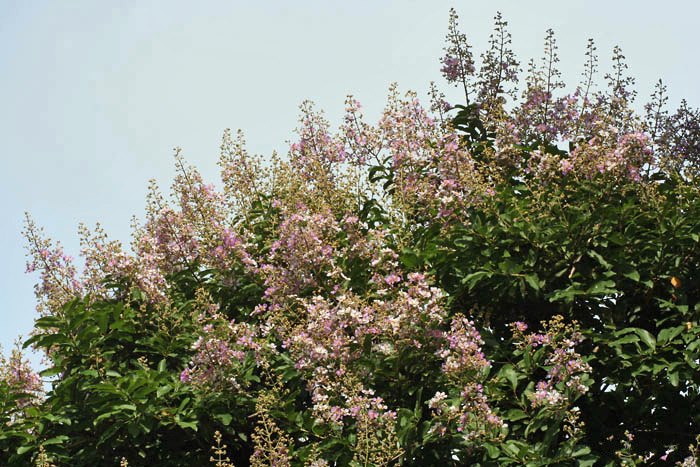
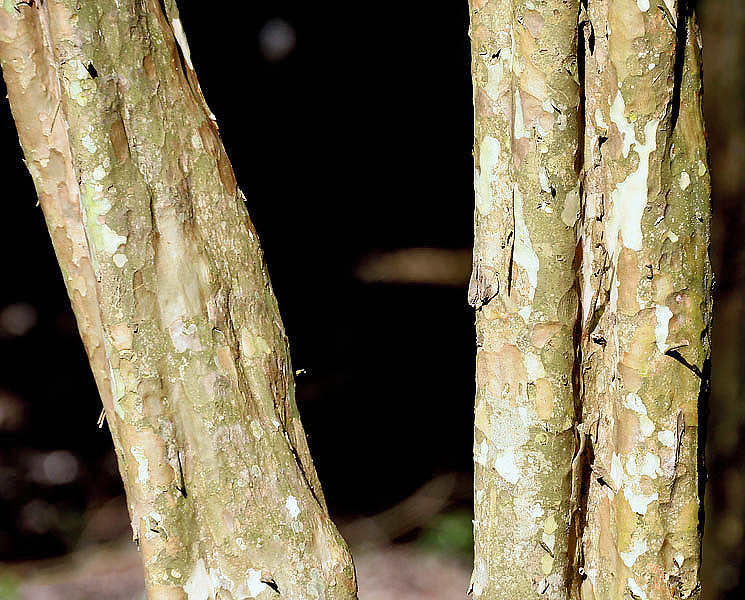